# Кларк Рибейро, Изабель
Изабель Кларк Рибейро (порт. Isabel Clark Ribeiro; род. 24 октября 1976, Рио-де-Жанейро, Бразилия) — бразильская сноубордистка, выступающая в сноубордкроссе.
Участница Зимних Олимпийских игр 2006 (9 место) и 2010 (19 место) в бордер-кроссе. Была знаменосцем сборной Бразилии на зимних Олимпийских играх 2006 и 2010.